# GMC Vandura
Il GMC Vandura è stato un furgone americano prodotto dalla GMC, divisione della GM, con poche modifiche dal 1971 al 1995.

## Motorizzazioni
Le motorizzazioni erano a benzina: per la prima generazione era un V8 5,7 litri di origine Chevrolet da 210 cavalli e da 407 Nm di coppia. La seconda generazione invece era sempre un V8 ma aumentato a 6,2 litri prodotto dal 1983 al 1995, introdotto per avere consumi più contenuti. La trazione era posteriore con il motore posizionato davanti all'abitacolo longitudinalmente.

## Serie Televisiva A-Team
Apparve nella serie televisiva A-Team. Ebbe un gemello di origine Chevrolet, chiamato Chevrolet Van. Furono prodotti Vandura anche in versione camper.

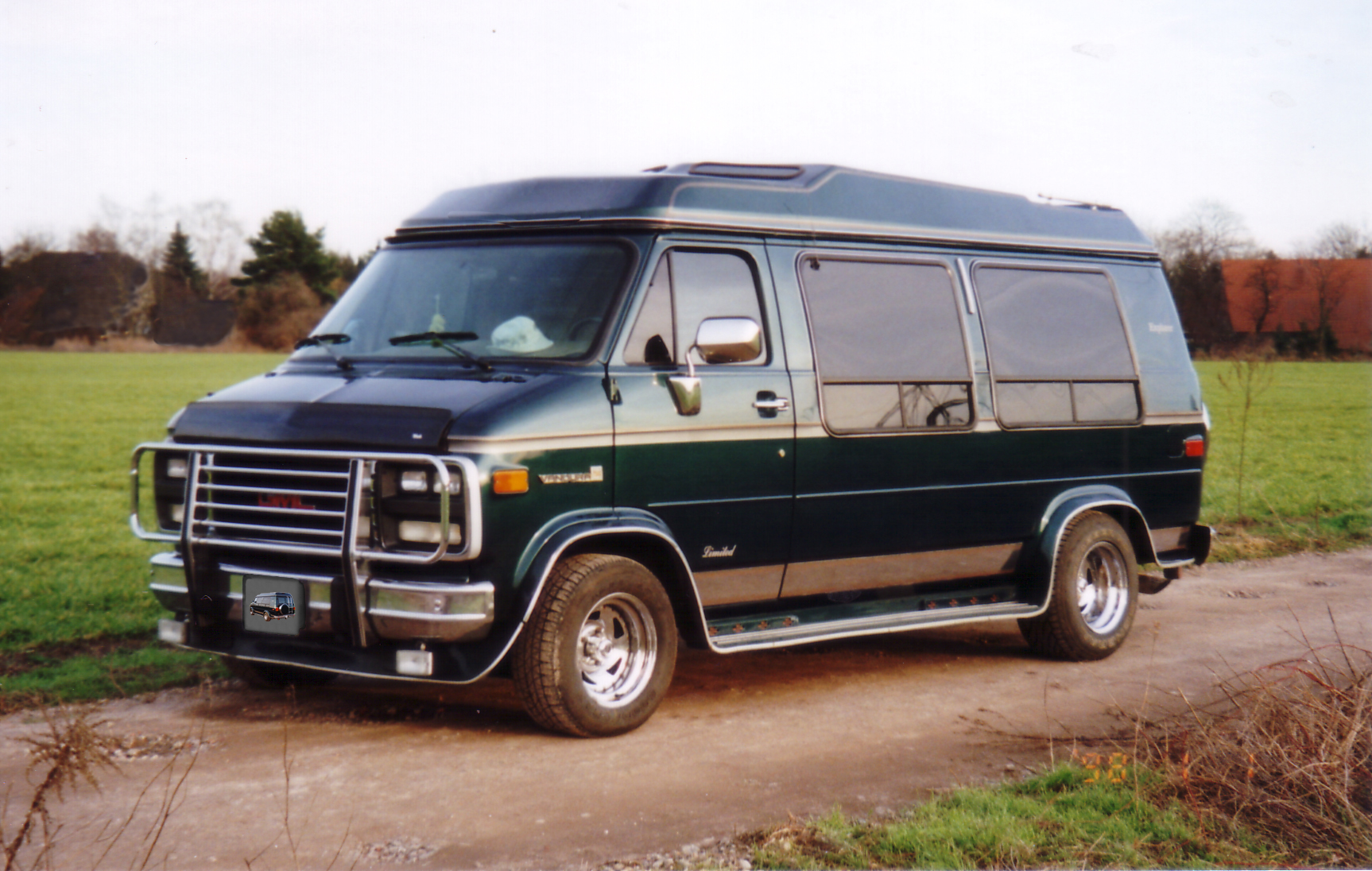
GMC Vandura